# Eulocastra chrysarginea
Eulocastra chrysarginea är en fjärilsart som beskrevs av William Schaus 1906. Eulocastra chrysarginea ingår i släktet Eulocastra och familjen nattflyn. Inga underarter finns listade i Catalogue of Life.